# 효령태황태후
효령태황태후 정씨(孝寧太皇太后, 가정 44년(1565년) ~ 숭정 3년 5월 6일(1630년 6월 16일))는 명나라의 후궁이다. 만력제의 후궁으로서 생전에 황귀비에 봉해졌으며 아들은 복충왕(福忠王) 주상순(朱常洵), 손자는 남명의 초대 황제인 홍광제가 있다. 현재의 베이징시 다싱 구 출신이다. 홍광제가 남명을 세우고 그 아버지인 주상순을 황제에 추숭하자, 정귀비 역시 태후로 추숭되어 효녕태황태후의 시호를 받았다.

## 생애
만력 9년(1581년) 8월에 궁에 입궁하여 숙빈(淑嬪)으로 책봉된다. 그 이듬해 인 1582년 10월에 만력제의 총애를 받아 덕비(德妃)로 진봉하였고, 만력 12년(1584년)에는 귀비(貴妃)로 진봉하였다. 만력 14년(1586년)에는 연속으로 황자를 순산하여, 만력제는 귀비를 황귀비(皇貴妃)로 진봉시켜주었다.
만력제가 황태자를 책봉하려 할 때, 정귀비의 소생의 자식들에게 주려고 하였으나, 신하들의 반발로 무산되었고, 몇 년 간 미뤄지면서 황태자 문제로 골치를 썩게되었다. 황장자인 주상락(朱常洛)이 성년이 다 되 가도록 책봉을 미루자, 신하들은 거센 반발이 이루어졌고, 결국은 만력 29년(1601년)에 황태자로 책봉하게 되었으며 주상순은 복왕(福王)으로 책봉되었다. 그러나 정귀비와 정귀비 일가는 인정하지 않았고, 주상락을 폐태자를 시키려고 명말삼안(明末三案)중에 하나인 정격안(梃擊案)을 일으켰으나 실패하였고, 정귀비 소생의 황자들 중에 유일하게 요절을 안하고 성년이 된 주상순은 더 이상 황태자 자리를 노릴 수가 없게 되었다. 이후로 복왕 주상순은 순천부를 떠나 복왕부의 중심지인 낙양(洛陽)으로 떠나게 되었다.
만력 48년(1620년)에 효단현황후가 붕어 하게 되자, 정귀비가 계후로 예정되어있었으나, 만력제도 얼마 안돼서 붕어하게 된다. 10년 후인 숭정 3년(1630년)에 정귀비는 서거하게 된다. 묘는 은천산(銀泉山)에 있다.

## 시호
황귀비 사후에 공각혜영화정황귀비(恭恪惠榮和靖皇貴妃)로 추시 되었으나, 남명의 홍광제가 즉위한 후에 태황태후로 추존이 되면서 효령온목장혜자의헌천유성태황태후(孝寧溫穆莊惠慈懿憲天裕聖太皇太后)로 추존되었다.

## 같이 보기
- 국본지쟁
- 주상순

## 관련 작품

### 드라마
- 《징비록》(KBS1, 2015년, 배우: 서윤아)